# Parti socialiste (Argentine)
Pour les articles homonymes, voir Parti socialiste.
Ne doit pas être confondu avec Parti socialiste argentin.
Le Parti socialiste (Partido Socialista) est un parti politique argentin de tendance social-démocrate, membre de l’Internationale socialiste et de la COPPPAL. Parti mineur, il fait aujourd'hui partie de l'Accord civique et social, une coalition électorale formée pour les élections générales de 2009 avec l'Union civique radicale (UCR) et la Coalition civique.

## Histoire
Il fut fondé lors du congrès des 28 et 29 juin 1896 à Buenos Aires par Juan B. Justo.
Le PS faisait partie de l'opposition lors du premier gouvernement de Juan Perón, critiquant ses aspects autoritaires, bien qu'Alicia Moreau de Justo, figure historique du féminisme argentin et épouse de Juan Justo, salua l'octroi du droit de vote aux femmes par le régime péroniste. Après le coup d'État de 1955, qui déposa le général Perón, le PS se divisa en deux tendances, l'une, représentée par Américo Ghioldi, appuyant les militaires, tandis que l'autre, représentée par Alfredo Palacios et Alicia Moreau de Justo, se montrait plus critique et davantage proche de l'opposition péroniste. Alicia Moreau de Justo fut néanmoins nommée par le parti en tant que représentante de celui-ci dans la junte consultative nationale créée par la dictature. 
Ces tensions conduisirent à une scission en 1958, la tendance la plus à gauche, représentée par les dirigeants historiques Alfredo Palacios et Alicia Moreau de Justo, rejoignant le Parti socialiste argentin, tandis que les autres (dont Ghioldi) fondaient le Parti socialiste démocratique.

## Le PS aujourd'hui
Le dirigeant du PS, Rubén Giustiniani, a été le colistier d'Elisa Carrió (Coalition civique) lors de l'élection présidentielle de 2007, arrivant deuxième derrière Cristina Fernández de Kirchner qui fut élue au premier tour.
Membre de l'Accord civique et social, qui s'oppose au gouvernement péroniste de Cristina Fernández de Kirchner, le PS s'est cependant séparé de ses alliés en octobre 2009, lors du vote de la loi no 26 522 sur les médias qui abroge la loi de 1980, en votant pour (à une exception près) tandis que l'UCR et la Coalition civique s'y opposaient. Il vota aussi le projet de nationalisation des fonds de pension, contrairement à l'UCR et à la Coalition civique. Bien qu'allié à la Coalition civique d'Elisa Carrió, certains secteurs du parti considèrent que celle-ci est à droite (dont Eduardo García, le dirigeant de la section de Córdoba ).